# Fossoli
Fossoli is een klein Noord-Italiaans plaatsje, behorend tot de gemeente Carpi in de regio Emilia-Romagna. In 2006 telde Fossoli 3686 inwoners.

## Geschiedenis
In Fossoli was tijdens de Tweede Wereldoorlog een concentratiekamp gesitueerd. Dit kamp was met name bedoeld om Italiaanse Joden naar Auschwitz door te sturen. Via dit kamp is onder andere de schrijver en chemicus Primo Levi naar Polen gestuurd. Op 22 februari 1944 vertrok zijn trein. Na vijf dagen kwam hij in Auschwitz aan.
Alfabetisch op naam.  Indien een kamp meerdere rollen had, staat het in de "hoogste" groep.
Zie ook: Lijst van naziconcentratiekampen · Jappenkampen in Nederlands-Indië · Lijst van jappenkampen